# Neorrhina
Neorrhina är ett släkte av skalbaggar. Neorrhina ingår i familjen Cetoniidae.
Kladogram enligt Catalogue of Life:
| Neorrhina | \| \| Neorrhina calopyga \| \| \| \| \| \| Neorrhina octopunctatum \| \| \| \| \| \| Neorrhina punctatum \| \| \| \| |
|           | \| \| Neorrhina calopyga \| \| \| \| \| \| Neorrhina octopunctatum \| \| \| \| \| \| Neorrhina punctatum \| \| \| \| |
|           | Neorrhina calopyga                                                                                                   |
|           | |
|           | Neorrhina octopunctatum                                                                                              |
|           | |
|           | Neorrhina punctatum                                                                                                  |
|           | |